# ماود آلن
ماود آلن (انگلیسی: Maud Allan، ۲۷ اوت ۱۸۷۳ – ۷ اکتبر ۱۹۵۶) بازیگر اهل کانادا بود.